# Q Awards
Q Awards to przyznawane dorocznie w latach 1990-2019 w Wielkiej Brytanii nagrody popularnego magazynu muzycznego Q Magazine.

## Laureaci 2008
- Best Act in the World Today: Coldplay
- Best Album: Coldplay – Viva la Vida or Death and All His Friends
- Best Track: Keane – "Spiralling"
- Best Video: Vampire Weekend – "A-Punk"
- Best New Act: The Last Shadow Puppets
- Best Breakthrough Artist: Duffy
- Best Live Act: Kaiser Chiefs
- Classic Song Award: Meat Loaf – "Bat out of Hell"
- Classic Songwriter Award: John Mellencamp
- Innovation in Sound Award: Massive Attack
- Outstanding Contribution Award: David Gilmour
- Q Legend: Glen Campbell
- Q Inspiration: Cocteau Twins
- Q Idol: Grace Jones
- Q Icon: Adam Ant

## Laureaci 2007
- Best Act in the World Today: Arctic Monkeys
- Best Album: Amy Winehouse – Back to Black
- Best Track: Manic Street Preachers – "Your Love Alone Is Not Enough"
- Best Video: Kaiser Chiefs – "Ruby"
- Best New Act: The Enemy
- Best Breakthrough Artist: Kate Nash
- Best Live Act: Muse
- Classic Song Award: Stereophonics – "Local Boy in the Photograph"
- Classic Album Award: The Verve – Urban Hymns
- Classic Songwriter Award: Billy Bragg
- Innovation in Sound Award: Sigur Rós
- Lifetime Achievement Award: Johnny Marr
- Q Merit Award: Ryan Adams
- Q Hero: Anthony H Wilson
- Q Legend: Ian Brown
- Q Inspiration: Damon Albarn
- Q Idol: Kylie Minogue
- Q Icon: Sir Paul McCartney

## Laureaci 2006
- Best New Act: Corinne Bailey-Rae (nominowani także: Lily Allen, The Kooks, Arctic Monkeys i Orson)
- Best Live Act: Muse (nominowani także: Oasis, Razorlight, Red Hot Chili Peppers i Arctic Monkeys)
- Best Track: Gnarls Barkley – Crazy (nominowani także: Snow Patrol – Chasing Cars, Scissor Sisters – I Don't Feel Like Dancing, The Feeling – Never Be Lonely, i Arctic Monkeys – I Bet You Look Good on the Dancefloor)
- Best Album: Arctic Monkeys – Whatever People Say I Am That's What I'm Not (nominowani także: Muse – Black Holes and Revelations, Kasabian – Empire, Keane – Under the Iron Sea, Razorlight – Razorlight i Snow Patrol – Eyes Open)
- Best Act in the World Today: Oasis (nominowani także: Muse, Coldplay, U2, Red Hot Chili Peppers)
- Best Video: The Killers – When We Were Young
- Q Inspiration Award: A-Ha
- Q Outstanding Contribution to Music Award: Smokey Robinson
- Q Groundbreaker Award: Primal Scream
- Q Icon Award: Jeff Lynne
- Q Idol Award: Take That
- Q Outstanding Performance Award: Faithless
- Q Classic Songwriter Award: Noel Gallagher
- Q Lifetime Achievement Award: Peter Gabriel
- Q Merit Award: Manic Street Preachers
- Q Innovation in Sound Award: The Edge
- Q Classic Song Award: Culture Club – Karma Chameleon
- Q Legend Award: The Who
- Q Award of Awards: U2
- People’s Choice Award: Arctic Monkeys
- Q Charity of the Year: War on Want

## Laureaci 2005
- Best New Act: James Blunt
- Best Live Act: U2
- Best Track: KT Tunstall – Black Horse and the Cherry Tree
- Best Album: Oasis – Don't Believe The Truth
- Best Act in the World Today: Coldplay
- Best Video: Gorillaz – Feel Good Inc
- Q Inspiration Award: Björk
- Q Outstanding Contribution to Music Award: Paul Weller
- Q Icon Award: Jimmy Page
- Q Classic Songwriter: Nick Cave
- Q Lifetime Achievement Award: Bee Gees
- Q Innovation in Sound: The Prodigy
- Q Classic Song: Ray Davies – Waterloo Sunset
- Q Legend: Joy Division
- People’s Choice Award: Oasis
- Best Producer: Gorillaz/Danger Mouse - Demon Days
- Q Birthday Honour: Michael Eavis
- Q Special Award: John Lennon

## Znaczenie w mediach
Od czasu powstania w 1990, Q Awards stały się jednymi z najważniejszych brytyjskich nagród muzycznych, na co z pewnością wpływ miało często nietypowe zachowanie gwiazd podczas gali. Prawdopodobnie najbardziej osławionym zdarzeniem ostatnich lat była ceremonia rozdania Q Awards w roku 2004, podczas której Elton John oskarżył nominowaną do narody za Best Live Act Madonnę o oszukiwanie fanów w czasie koncertów. 